# NGC 5807
NGC 5807 é uma galáxia  localizada na direcção da constelação de Draco. Possui uma declinação de +63° 54' 14" e uma ascensão recta de 14 horas, 55 minutos e 48,4 segundos.
A galáxia NGC 5807 foi descoberta em 14 de Setembro de 1866 por Heinrich Louis d'Arrest.